# Ribeyrolles 1918
O Ribeyrolles 1918 foi uma tentativa de fabricar um rifle automático para as forças francesas. Tinha câmara para o cartucho experimental 8×35mm, usava blowback direto, era alimentado por um carregador destacável de 25 cartuchos e tinha um alcance efetivo de 400 metros. O cartucho, que alguns argumentam ter sido o primeiro cartucho intermediário construído para esse fim, foi obtido com o pescoço do .351 Winchester Self-Loading. Outra fonte indica que tinha câmara para um cartucho designado 8×32mmSR.
Seu nome oficial era Carabine Mitrailleuse 1918 (Carabina-Metralhadora 1918); em um livro de 2007 aparece como "fusil automatique Ribeyrolles 1918". Os Ribeyrolles tinham a distinção de serem equipados com um bipé leve na frente (indicando um uso pretendido como metralhadora leve) e uma baioneta de fuzil idêntica à do Modelo Berthier 1907/15.